# Diocese de Tui-Vigo
A Diocese de Tui-Vigo (Diœcesis Tudensis-Vicensis) é uma circunscrição eclesiástica da Igreja Católica situada em Vigo, na província de Pontevedra (Espanha). Seu atual bispo é Antonio José Valín Valdés. Suas Sés são a Catedral de Santa Maria de Tui e a Catedral de Santa Maria de Vigo.
Possui 276 paróquias servidas por 232 padres, assistindo a uma população abrangida de 560 790 habitantes, com 94,8% da população jurisdicionada batizada (531 730 católicos).

## História
Segundo a tradição cristã, no início do século I o apóstolo Santiago evangelizou a cidade de Tui, fundando ali a primeira comunidade cristã que daria início a diocese e nomeando a Santo Epitácio como o seu primeiro bispo. Contudo, até meados do século VI não se tem certeza documental plena da existência da diocese nem dos seus bispos.
A criação da diocese de Tui respondeu possivelmente ao processo de implantação do cristianismo que a partir do edito de Milão do ano 313 estava se desenvolvendo no Império Romano. As grandes e medias cidades do Império converteram-se assim em centros que irradiavam as novas crenças religiosas e onde se assentavam as primeiras estruturas administrativas eclesiásticas. É deste contexto histórico de onde surge provavelmente a verdadeira ereção de um centro eclesiástico administrativo na antiga cidade galaico-romana de Tude, e que finalmente suportará a fundação desta diocese em algum momento entre os séculos IV e VI, como sufragânea da Arquidiocese de Braga.
A primeira notícia da existência da diocese é documentada no Segundo Concílio de Braga (ano 572) auspiciado pelo rei galaico-suevo Miro, onde o primeiro bispo tudense conhecido, Anila subscreve as atas como: Anila Tudensis ecclesiae episcopus his gestis subscripsi. Neste marco histórico oficializa-se a demarcação territorial da diocese, que entre os séculos VI e XIV compreendeu os territórios entre a ria de Vigo e o rio Limia e desde a costa atlântica até a serra do Leboreiro.
Por conta das lutas normandas e dos conflitos militares com o Emirado de Córdova, os prelados tudenses se viram obrigados a residirem em Iria Flávia, Labruge (Portugal) e Ribas de Sil. Consta que o rei Ordonho II restaurou a diocese em 915 e ainda foi agregada a Santiago em 1024. Terminada a destruição da sé, o rei García fixou em 1071 a restauração definitiva.

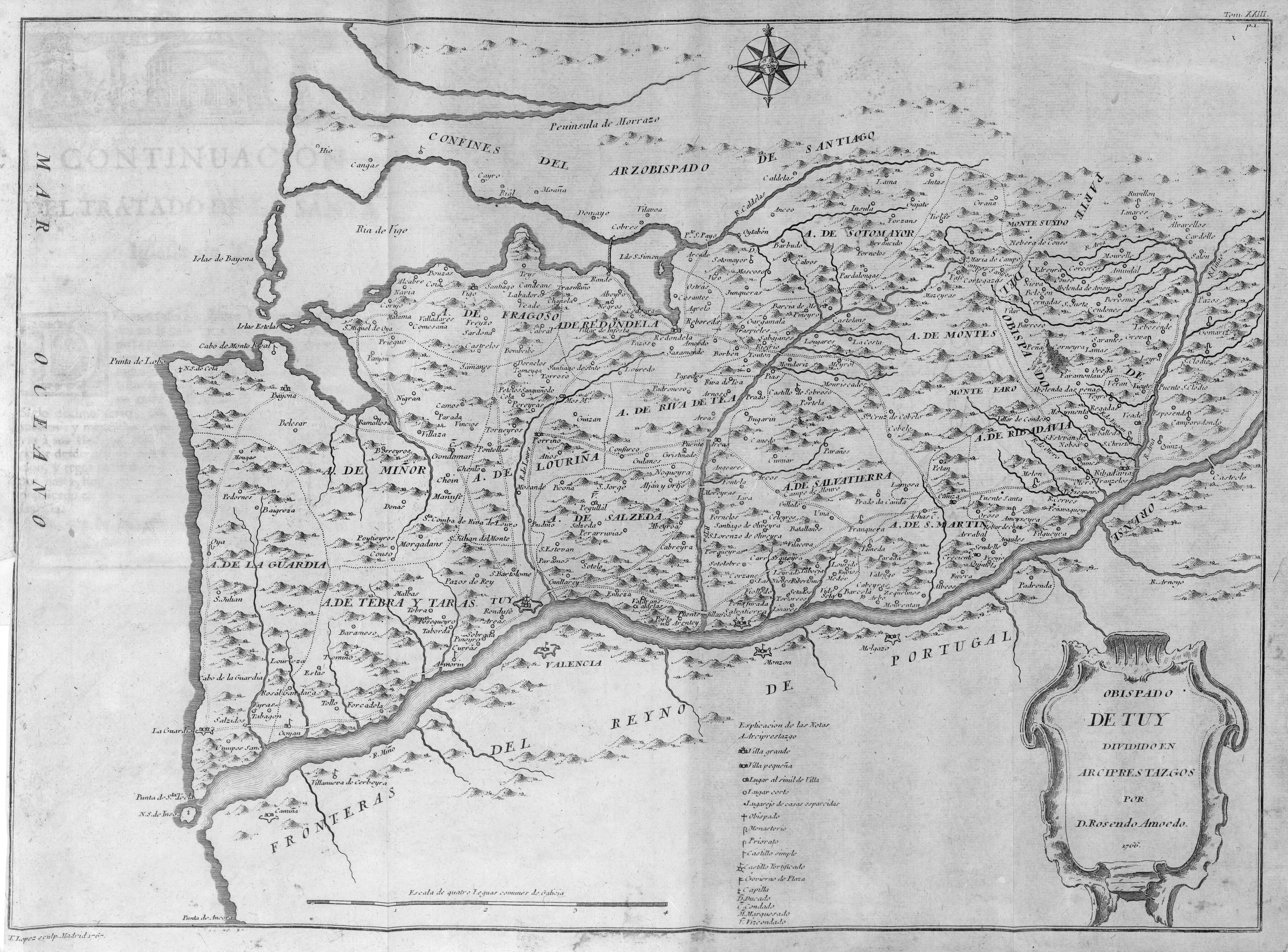
Mapa da diocese de Tui de 1766 realizado por Rosendo Amoedo

A independência do condado Portucalense do reino de Galiza no início do século XII supõe a divisão da diocese entre ambos reinos pelo rio Minho. Assim, em 27 de fevereiro de 1120 passa a fazer parte da província eclesiástica da Arquidiocese compostelana. Finalmente, no século XIV, delimita-se a fronteira sul da diocese devido a que os cónegos e vigários com jurisdição em Portugal eram favoráveis à legitimidade do Papa Urbano VI, enquanto que o bispo de Tui, D. Juan Fernández de Sotomaior, e os capitulares ao norte do rio Minho apoiaram ao Papa Clemente VII, o papa de Avinhão. No ano de 1452, consumou-se a ruptura, pois a colegiada de Valença foi adscrita à diocese de Ceuta e, posteriormente, em 1514, à Arquidiocese de Braga, perdendo Tui a zona compreendida entre o rio Minho e o Limia.
A cultura liberal e ilustrada, que invadiu a Europa no século XIX, também teve a sua repercussão na diocese tudense. E, assim, quando em 1813 foram abolidos os senhorios jurisdicionais, o bispo e o cabido viram-se obrigados a uma maior concentração na sua missão religiosa. Também a desamortização de Mendizábal (1836) produziu o abandono na diocese de importantes mosteiros, como o de Santa María de Oia e o de Melón, e a perda de patrimônio artístico e documental.
Em 1959 o Papa João XXIII pela bula Quemadmodum impiger concede-lhe a dupla titularidade Tudensis-Vicensis à diocese, elevando a categoria de concatedral o templo de Santa María de Vigo e trasladando a esta cidade a sé do bispo e mais a do cabido.

## Prelados

### Bispos de Tui
- Santo Epitacio (mencionado em 57)
- Santo Evasio (mencionado em 82)
- Anila (ca. 568 bis ca. 576)
- Neufila (ca. 576–589)
- Gardingo (ca. 585 até ca. 600)
- Anastasio (ca. 628–643)
- Adimiro (ca. 643 até ca. 650)
- Beato (ca. 650 até ca. 656)
- Genetivo (ca. 665 até ca. 681)
- Oppas (ca. 681 até ca. 686)
- Adelfio (ca. 686 até ca. 700)
- Diego (ca. 882 até ca. 906)
- Branderico (ca. 882 até ca. 906)
- Santo Hermógio (918-925)
- Naustio (ca. 926 até ca. 932)
- Oveco, Eneco ou Diego (ca. 932–936)
- Vimara ou Vimarasio (936 até ca. 948)
- Baltario (ca. 948–951)
- Viliulfo (952–1003, ordenado ca. 970)
- Pelágio
- Alfonso I (ca. 1022)
- Soeiro Bermudes (1022–1024)
- Gregorio (1069–1072)
- Aderico ou Auderico (1072 até ca. 1098)
- Afonso II ou Alonso (1100–1130)
- Paio Méndez (1130/31–1155/56)
- Isidoro (1156–1167)
- Juan I (1168–1173)
- Beltrán ou Bertrando (1173/74–1187)
- Pedro (1188–1205)
- Sueiro ou Suario (1206–1215)
- João Pérez (1215–1217)
- Esteban Egea (1218–1239)
- Lucas Tudense (1239–1249)
- Gil Pérez de Cerveira (1250–1274)
- Nuno Pérez (1274–1276/77)
- Fernando Arias (1276/78–1285)
- Xoán Fernández de Soutomaior I (1286–1323)
- Bernardo Gui (1323–1324)
- Simón (1324–1326/27)
- Rodrigo Ibáñez (1326/28–1335)
- García (1337–1348)
- Gómez Prego (1349–1351)
- Xoán de Castro (1351–1385)
- Diego Anaia e Maldonado (1385–1390)
- Xoán Ramírez de Guzmán (1391–1394)
- Xoán Fernández de Soutomaior II (1394/95–1423)
- Rodrigo de Torres (1427–1430)
- Henrique Cardenal Guillelmo (1430)
- Xoán de Fernández (1430–1438)
- García Martínez de Vahamonde II (1439–1441)
- Pedro da Silva
- Rodrigo de Vergara (1446–1472)
- Diego de Muros (1471/72–1487)
- Pedro Beltrán (1488–1505)
- Xoán Manso
- Juan de Sepúlveda (1505–1514)
- Martín Zurbano de Azpeitia (1514–1516)
- Luís Martiano (1517–1521)
- Pedro Gómez Sarmiento de Villandrando (1523–1524)
- Pedro González Manso (1524–1525)
- Diego de Avellaneda (1525–1538)
- Sebastián Ramírez de Arellano (1538–1539)
- Miguel Muñoz (1540–1547)
- Juan de San Millán (1547–1564)
- Diego de Torquemada (1564–1582)
- Bartolomé Molina (1583–1589)
- Bartolomé de la Plaza (1589–1596)
- Francisco de Tolosa, O.F.M. (1597–1600)
- Francisco Terrones del Caño (1601–1608)
- Prudencio Sandoval, O.S.B. (1608–1612)
- Juan García Valdemora (1612–1620)
- Juan Martínez de Peralta, O.S.H. (1621–1622)
- Pedro Herrera Suárez, O.P. (1622–1630)
- Pedro Moya Arjona (1631)
- Diego Vela Becerril (1632–1635)
- Diego Arce Reinoso (1635–1638)
- Diego Rueda Rico (1639–1639)
- Antonio Guzmán Cornejo (1640–1642)
- Diego Martínez Zarzosa (1643–1649)
- Juan Pérez de Vega (1649–1656)
- Miguel Ferrer (1657/58–1659)
- Juan de Villamar (1660–1666)
- Antonio Fernández del Campo y Angulo (1666–1668)
- Bernardino Lón de la Rocha ou Roca (1668–1673)
- Simón García Pedrejón (1674–1682)
- Alfonso Galaz Torrero (1682–1688)
- Anselmo Gómez de la Torre (1690–1721)
- Fernando Ignacio Arango Queipo, O.S.A. (1721–1745)
- José Larumbe Mallí (1745–1751)
- Juan Manuel Rodríguez Castañón (1752–1769)
- Antonio Fernández Tobar (1770)
- Lucas Ramírez Galán, O.F.M. (1770–1774)
- Domingo Ramón Fernández Angulo (1775–1796)
- Juan García Benito (1797–1822)
- Francisco Javier García Casarrubios y Melgar, O. Cist. (1825–1855)
- Telmo Maceira (1855–1864)
- Ramón Garcia Antón, O.S.H. (1865–1876)
- Juan María Valero y Nacarino (1876–1882)
- Fernando Hüe y Gutiérrez (1882–1894)
- Valeriano Menéndez Conde y Álvarez (1894–1914)
- Leopoldo Eijo y Garay (1914–1917)
- Manuel Lago González (1917–1923)
- Manuel María Vidal Boullón (1923–1929)
- Antonio García y García (1930–1938)

### Bispos de Tui-Vigo
- José López Ortiz, O.S.A. (1944 – 1969)
- José Delicado Baeza (1969 – 1975)
- José Cerviño (1976 – 1996)
- Xosé Diéguez Reboredo (1996 – 2010)[5]
- Luís Quinteiro Fiúza (2010 – 2024 )[6][7]
- Antonio José Valín Valdés (desde 2024)[8]